# Supersypnoides infernalis
Supersypnoides infernalis är en fjärilsart som beskrevs av Emilio Berio 1958. Supersypnoides infernalis ingår i släktet Supersypnoides och familjen nattflyn. Inga underarter finns listade i Catalogue of Life.